# Вилаят Йемен
Вилая́т Йемен (араб. ولاية اليمن‎) — часть террористической группировки Исламское государство, дислоцирующаяся на территории Йемена. Образована 13 ноября 2014 года.

## Предшествующие события
13 ноября 2014 года ИГ объявило о создании провинции в районе Йемена, при непосредственной поддержке неизвестных боевиков в самой стране. Однако, Аль-Каида на Аравийском полуострове (АКАП) не признала данного территориального образования. В декабре того же года у ИГ уже наблюдалось активное присутствие в Йемене, что привело к конкуренции с АКАП. Первая атака вилаята произошла в январе 2015 года. Тогда в Сане, на территории шиитских мечетей, взорвали себя террористы-смертники. В последующие месяцы они продолжали атаковать преимущественно гражданские цели, связанные с хуситами.